# Ogma palmatum
Ogma palmatum är en rundmaskart som först beskrevs av Siddiqi och Southey 1962.  Ogma palmatum ingår i släktet Ogma och familjen Criconematidae. Inga underarter finns listade i Catalogue of Life.